# Piotr Kaliszewski
Piotr Kaliszewski (ur. 7 stycznia 1989 w Kocku) – polski historyk, politolog i samorządowiec, doktor nauk humanistycznych, Wójt Gminy Sułów. 

## Życiorys
W 2012 ukończył studia licencjackie na Wydziale Dziennikarstwa i nauk Politycznych Uniwersytetu Warszawskiego. W 2014 ukończył studia magisterskie w Instytucie Historycznym Uniwersytetu Warszawskiego. W latach 2015–2022 był doktorantem na Wydziale Historycznym UW. W 2022 r. otrzymał stopień naukowy doktora na podstawie rozprawy doktorskiej napisanej pod kierunkiem Prof. Tadeusza Rutkowskiego pt. „Młodzież w walce o niepodległość i granice państwa polskiego w latach 1914–1921”. Specjalizuje się w historii XX wieku, zwłaszcza okresu I wojny światowej i II Rzeczypospolitej.
W 2018 r. zdobył mandat radnego Dzielnicy Wola m. st. Warszawy. W 2024 r. został wybrany na Wójta Gminy Sułów. 

## Wybrane publikacje
- P. Kaliszewski, Młodzi powstańcy warszawscy jako przykład kontynuacji fenomenu zaangażowania młodzieży w walki o niepodległość i granice państwa polskiego w latach 1914–1921, [w:] Dziś idę walczyć, Mamo… 78. rocznica wybuchu Powstania Warszawskiego, pod red. Beaty Michalec i Tadeusza Skoczka, Warszawa 2022, s. 203-2018[4];
- P. Kaliszewski, Młodzież szkolna i akademicka Legionów w reakcji na Akt 5 Listopada i kryzys przysięgowy, „Miscellanea Historico-Archvistica”, t. XXIV (2017), s. 153–161;
- P. Kaliszewski, Wacław Tokarz – historyk w służbie Legionów, [w:] Wacław Tokarz (1873-1937) z Legionów Polskich na Uniwersytet Warszawski, Wojskowe Centrum Edukacji Obywatelskiej im. płk. dypl. Mariana Porwita, Warszawa 2017 r., s. 68–81.

## Wyniki wyborcze
| Wybory | Komitet wyborczy | Komitet wyborczy        | Organ               | Okręg | Wynik        |
| ------ | ---------------- | ----------------------- | ------------------- | ----- | ------------ |
| 2014   |                  | Prawo i Sprawiedliwość  | Rada Dzielnicy Wola | nr 4  | 252 (2,98%)  |
| 2018   |                  | Prawo i Sprawiedliwość  | Rada Dzielnicy Wola | nr 5  | 832 (6,48%)  |
| 2024   |                  | KWW Uczciwa Gmina Sułów | Wójt Gminy Sułów    | –     | 565 (28,74%) |
| 2024   | 1 013 (51,32%)   | KWW Uczciwa Gmina Sułów | Wójt Gminy Sułów    | –     |              |